# Socijalna psihijatrija (časopis)
Socijalna psihijatrija je hrvatski psihijatrijski časopis u izdanju Medicinske naklade. Službeno je glasilo Hrvatskog psihijatrijskog društva. Objavljuje na hrvatskom i engleskom jeziku izvorne znanstvene, stručne i pregledne radove, prikaze bolesnika, lijekova i metoda, osvrte, novosti, prikaze knjiga, pisma uredništvu uvodnike, kratka priopćenja, i ine priloge iz područja socijalne psihijatrije i srodnih struka kao kliničke psihijatrije i psihologije, biologijske psihijatrije, psihoterapije, forenzičke psihijatrije, ratne psihijatrije, alkohologije i drugih ovisnosti, zaštite mentalnog zdravlja osoba s intelektualnim teškoćama i razvojnim poremećajima, epidemiologije, deontologije, organizacije psihijatrijske službe. uz uvjet da već nisu objavljeni u inim časopisima ili knjigama. Iznimno se prihvaća i ine vrste radova poput prigodnih radova, rada iz povijesti struke i sl. ako ga uredništvo ocijeni korisnim za čitateljstvo. Recenzija je pretežito tuzemna, dvostruka, dvostruko slijepa. Recenzenti su vanjski; samo znanstveni i stručni radovi. Godišnje izlaze četiri broja.
Časopis je otvorenog pristupa i sadržaj mu je dostupan besplatno na mrežnim stranicama časopisa. ISSN tiskanog izdanja je 0303-7908. Doi je 10.24869. Coden je SOCPSY.
Prvi je broj izašao 1973. godine. Te je godine osnovan u Klinici za psihijatriju Kliničkog bolničkog centra Zagreb i Medicinskog fakulteta Sveučilišta u Zagrebu, gdje je i sjedište Uredničkog odbora. Časopis je indeksiran u bazama SCOPUS, PsychINFO, Excerpta Medica (EMBASE), Index Copernicus, Google Scholar, EBSCO, HRČAK, CiteFactor.